# Wigginsia tephracantha
Wigginsia tephracantha là một loài thực vật có hoa trong họ Cactaceae. Loài này được (Link & Otto) D.M. Porter miêu tả khoa học đầu tiên năm 1964.